# Chōsen-jingū

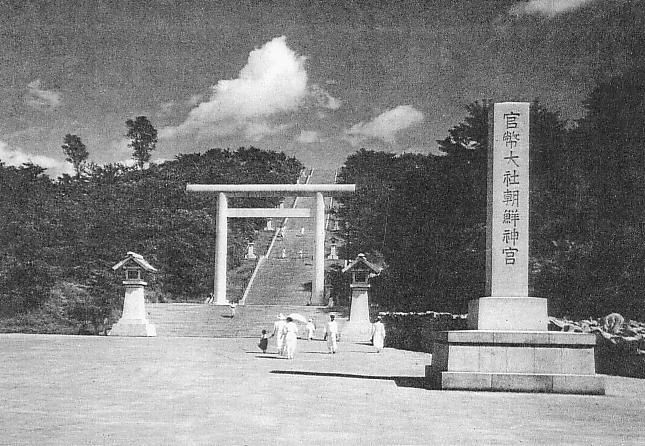
Site de l'ancien Chōsen-jingū à Séoul.

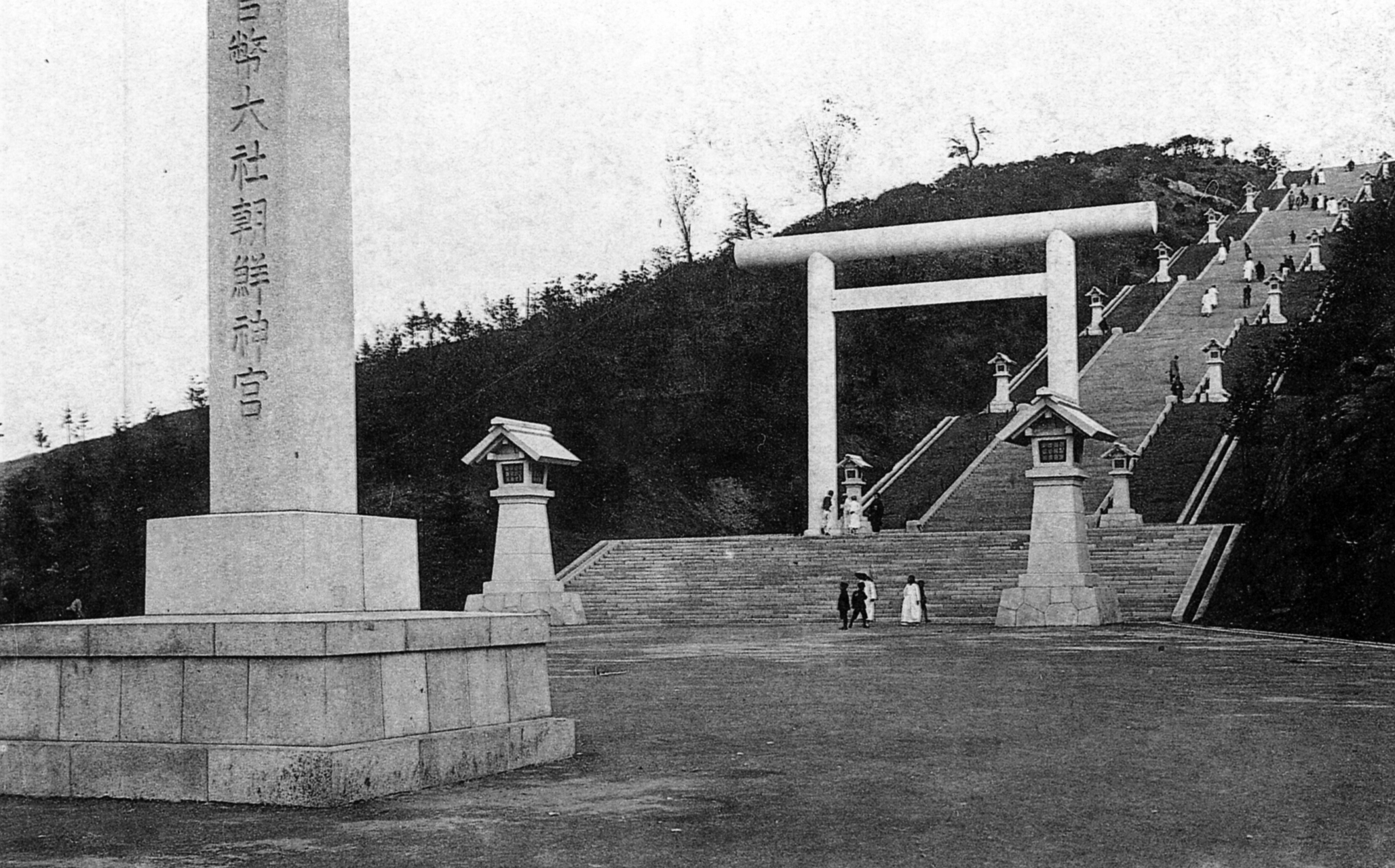
Chōsen-jingū à Séoul.

Le Chōsen-jingū (朝鮮神宮) est un sanctuaire shinto situé en Corée de 1925 à 1945 durant la colonisation japonaise de la Corée.

## Contexte
Après l'annexion de la Corée en 1910, le gouvernement japonais met en œuvre une politique de « japonisation ». Celle-ci comprend le suivi du culte dans des sanctuaires shinto, aussi bien en tant qu’expression politique de nationalisme qu'en tant qu'acte strictement religieux,. À partir de 1925, les écoliers sont tenus de fréquenter les sanctuaires shinto et, en 1935, il est obligatoire pour les étudiants et les fonctionnaires d'assister aux cérémonies shinto,. En 1945, il y a au total 1 140 sanctuaires associés au shintoïsme d'État en Corée.

## Chōsen-jingū
Érigé en 1925 au sommet du Namsan à Séoul, le Chōsen-jingū est dédié à Amaterasu et à l'empereur Meiji. Le sanctuaire est construit dans le style shinmei-zukuri utilisé pour Ise-jingū,. Le Chōsen-jingū est démoli en octobre 1945, plusieurs mois après que la Corée ait recouvré son indépendance et, en 1970, le Patriot An Chung-gun Memorial Hall est construit sur le site de l'ancien sanctuaire en l'honneur d'An Jung-geun, l'assassin d'Itō Hirobumi, premier résident-général de Corée,.

## Source de la traduction
- (en) Cet article est partiellement ou en totalité issu de l’article de Wikipédia en anglais intitulé « Chōsen Jingū » (voir la liste des auteurs).